# Maurus
Maurus, także Maur (zm. 5 marca 1118) – biskup Krakowa.
Do Polski przybył prawdopodobnie ok. 1105. Biskupem Krakowa został ok. 1110. Nie wiadomo dokładnie, skąd pochodził (południowa Francja, północna Afryka, Włochy, Cypr?), jego imię (przezwisko, przydomek) pochodzi zapewne od jego ciemnej karnacji skóry. Ostatnio wielu publicystów i historyków skłania się ku tezie, że był benedyktynem i do Krakowa przybył z Wenecji.
Jako biskup Krakowa był bardzo aktywny. Pozostawił wiele śladów swej działalności. Na jego polecenie sporządzono inwentarz biblioteki kapitulnej (ponad pięćdziesiąt woluminów o treści liturgicznej lub scholastycznej). Jest to pierwszy w Polsce tego rodzaju katalog, oraz najstarszy na Słowiańszczyźnie.
Sporządził też pierwszy inwentarz skarbca katedralnego. Erygował szereg parafii. Między innymi w Pacanowie, pierwszą wiejską, niezwiązaną z podlegającą księciu kasztelanią. 
Biskup Maurus kontynuował, rozpoczętą przez Władysława Hermana, budowę katedry wawelskiej. Pierwszy etap zakończył w 1115, dokonując poświęcenia dolnego kościoła, krypty św. Leonarda. Zmarł trzy lata później, 5 marca 1118. Został pochowany pod posadzką tej krypty i praktycznie zapomniany na przeszło 800 lat.
14 października 1938 roku w trakcie prac konserwatorskich, przypadkowo odkryto jego grobowiec. Znaleziono w nim między innymi pierścień biskupi, kielich i patenę, płytkę ołowianą z wyrytym imieniem MAVRUS EPC, mówiącą o jego śmierci (VIAM UNIVERSE CARNIS INGRESSUS EST) oraz podającą jej datę. Na płytce wyryto również tekst Credo (z pominięciem fragmentu o ciał zmartwychwstaniu).